# Velika nagrada Avstralije 2007
Velika nagrada Avstralije 2007 je bila prva dirka Svetovnega prvenstva Formule 1 v sezoni 2007. Odvijala se je 18. marca 2007.

## Rezultati

### Kvalifikacije
| Poz | Dirkač               | Konstruktor        | 1. del   | 2. del    | 3. del   |
| --- | -------------------- | ------------------ | -------- | --------- | -------- |
| 1   | Kimi Räikkönen       | Ferrari            | 1:26,644 | 1:25,644  | 1:26,072 |
| 2   | Fernando Alonso      | McLaren-Mercedes   | 1:26,697 | 1:25,326  | 1:26,493 |
| 3   | Nick Heidfeld        | BMW Sauber         | 1:26,895 | 1:25,358  | 1:26,556 |
| 4   | Lewis Hamilton       | McLaren-Mercedes   | 1:26,674 | 1:25,577  | 1:26,755 |
| 5   | Robert Kubica        | BMW Sauber         | 1:26,696 | 1:25,882  | 1:27,347 |
| 6   | Giancarlo Fisichella | Renault            | 1:27,270 | 1:25,944  | 1:27,634 |
| 7   | Mark Webber          | Red Bull-Renault   | 1:26,978 | 1:26,623  | 1:27,934 |
| 8   | Jarno Trulli         | Toyota             | 1:27,014 | 1:26,688  | 1:28,404 |
| 9   | Ralf Schumacher      | Toyota             | 1:27,328 | 1:26,739  | 1:28,692 |
| 10  | Takuma Sato          | Super Aguri-Honda  | 1:27,365 | 1:26,758  | 1:28,871 |
| 11  | Anthony Davidson     | Super Aguri-Honda  | 1:26,986 | 1:26,909  |          |
| 12  | Nico Rosberg         | Williams-Toyota    | 1:27,596 | 1:26,914  |          |
| 13  | Heikki Kovalainen    | Renault            | 1:27,529 | 1:26,964  |          |
| 14  | Jenson Button        | Honda              | 1:27,540 | 1:27,264  |          |
| 15  | Alexander Wurz       | Williams-Toyota    | 1:27,479 | 1:27,393  |          |
| 16  | Felipe Massa         | Ferrari            | 1:26,712 | brez časa |          |
| 17  | Rubens Barrichello   | Honda              | 1:27,679 |           |          |
| 18  | Scott Speed          | Toro Rosso-Ferrari | 1:28,305 |           |          |
| 19  | David Coulthard      | Red Bull-Renault   | 1:28,579 |           |          |
| 20  | Vitantonio Liuzzi    | Toro Rosso-Ferrari | 1:29,267 |           |          |
| 21  | Adrian Sutil         | Spyker-Ferrari     | 1:29,339 |           |          |
| 22  | Christijan Albers    | Spyker-Ferrari     | 1:31,932 |           |          |

### Dirka
| Poz | Št | Dirkač               | Konstruktor        | Krogi | Čas/Odstop   | Št. m. | Toč |
| --- | -- | -------------------- | ------------------ | ----- | ------------ | ------ | --- |
| 1   | 6  | Kimi Räikkönen       | Ferrari            | 58    | 1:25:28,770  | 1      | 10  |
| 2   | 1  | Fernando Alonso      | McLaren-Mercedes   | 58    | + 7,242 s    | 2      | 8   |
| 3   | 2  | Lewis Hamilton       | McLaren-Mercedes   | 58    | + 18,595 s   | 4      | 6   |
| 4   | 9  | Nick Heidfeld        | BMW Sauber         | 58    | + 38,763 s   | 3      | 5   |
| 5   | 3  | Giancarlo Fisichella | Renault            | 58    | + 1:06,469   | 6      | 4   |
| 6   | 5  | Felipe Massa         | Ferrari            | 58    | + 1:06,805   | 22     | 3   |
| 7   | 16 | Nico Rosberg         | Williams-Toyota    | 57    | +1 krog      | 12     | 2   |
| 8   | 11 | Ralf Schumacher      | Toyota             | 57    | +1 krog      | 9      | 1   |
| 9   | 12 | Jarno Trulli         | Toyota             | 57    | +1 krog      | 8      |     |
| 10  | 4  | Heikki Kovalainen    | Renault            | 57    | +1 krog      | 13     |     |
| 11  | 8  | Rubens Barrichello   | Honda              | 57    | +1 krog      | 16     |     |
| 12  | 22 | Takuma Sato          | Super Aguri-Honda  | 57    | +1 krog      | 10     |     |
| 13  | 15 | Mark Webber          | Red Bull-Renault   | 57    | +1 krog      | 7      |     |
| 14  | 18 | Vitantonio Liuzzi    | Toro Rosso-Ferrari | 57    | +1 krog      | 19     |     |
| 15  | 7  | Jenson Button        | Honda              | 57    | +1 krog      | 14     |     |
| 16  | 23 | Anthony Davidson     | Super Aguri-Honda  | 56    | +2 kroga     | 11     |     |
| 17  | 20 | Adrian Sutil         | Spyker-Ferrari     | 56    | +2 kroga     | 20     |     |
| Ods | 17 | Alexander Wurz       | Williams-Toyota    | 48    | Trčenje      | 15     |     |
| Ods | 14 | David Coulthard      | Red Bull-Renault   | 48    | Trčenje      | 18     |     |
| Ods | 10 | Robert Kubica        | BMW Sauber         | 36    | Menjalnik    | 5      |     |
| Ods | 19 | Scott Speed          | Toro Rosso-Ferrari | 28    | Predrta guma | 17     |     |
| Ods | 21 | Christijan Albers    | Spyker-Ferrari     | 10    | Trčenje      | 21     |     |